# Сохондо
Сохондо́ — село в Читинском районе Забайкальского края России. Административный центр сельского поселения «Сохондинское». Железнодорожная станция на Транссибирской магистрали.
Население — 960 чел. (2021)

## География
Село расположено в юго-западной части района, на левом берегу реки Хилок. По железной дороге до Читы - 102 км.

## Основная информация
В селе имеется средняя школа, клуб, библиотека, фельдшерско-акушерский пункт. Здесь находится братская могила бойцов национально-революционной армии ДВР. Основное занятие населения — обслуживание железной дороги и работа в личных подсобных хозяйствах.

## Население
| 2002 | 2010  | 2021 |
| ---- | ----- | ---- |
| 1231 | ↘1072 | ↘960 |